# Byblos Sporting Club
Maillots
Le Byblos Sporting Club, est un club libanais de basket-ball fondé en 1981 et basé à Byblos. Il évolue en deuxième division libanais.

## Histoire
En mai 2015, le Byblos Sporting Club perd la finale du championnat du Liban en cinq matchs(1-4) contre le Riyadi Club Beyrouth.
En novembre 2015, l'équipe remporte pour la première fois le tournoi Henri Chalhoub battant en finale le Tadamon Zouk (74-73).
Durant la saison 2015-2016, le club remporte la coupe du Liban et la Super Coupe du Liban après battu le Riyadi Club Beyrouth en finale.
En novembre 2016, l'équipe remporte pour la deuxième fois le tournoi Henri Chalhoub contre le Champville SC (82-80) en finale.

## Palmarès
| National | Tournois amicaux                                        |
| --- | ------------------------------------------------------- |
| - Championnat du Liban (0) - Finaliste : 2015 - Coupe du Liban (1) - Vainqueur : 2016 - Super Coupe du Liban (1) - Vainqueur : 2016 | - Tournoi Henri Chalhoub (2) : - Vainqueur : 2015, 2016 |

## Anciens joueurs
- Zaid Abbas
- C.J. Aiken
- Rodrigue Akl
- Steve Burtt
- Ndudi Ebi
- Omar El Turk
- Marcus Hall
- Kammeon Holsey
- Ali Kanaan
- C.J. Leslie
- Ali Mahmoud
- Hamady N'Diaye
- Sir'Dominic Pointer
- Allan Ray
- Courtney Sims
- Andre Smith
- Elie Stephan
- Ali Traoré
- Nikoloz Tskitishvili
- Ratko Varda
- Joseph Vogel
- Mika Vukona
- Corey Williams